# Sibu (bahagian)
Sibu is een deelgebied (bahagian) van de deelstaat Sarawak op Borneo in Maleisië.
Het heeft een oppervlakte van 8278 km² en een inwonersaantal van circa 257.300.

## Bestuurlijke indeling
De bahagian Sibu is onderverdeeld in twee districten (daerah):
- Kanowit
- Sibu

Betong · Bintulu · Kapit · Kuching · Limbang · Miri · Mukah · Samarahan · Sarikei · Sibu · Sri Aman